# Tămășești, Hunedoara

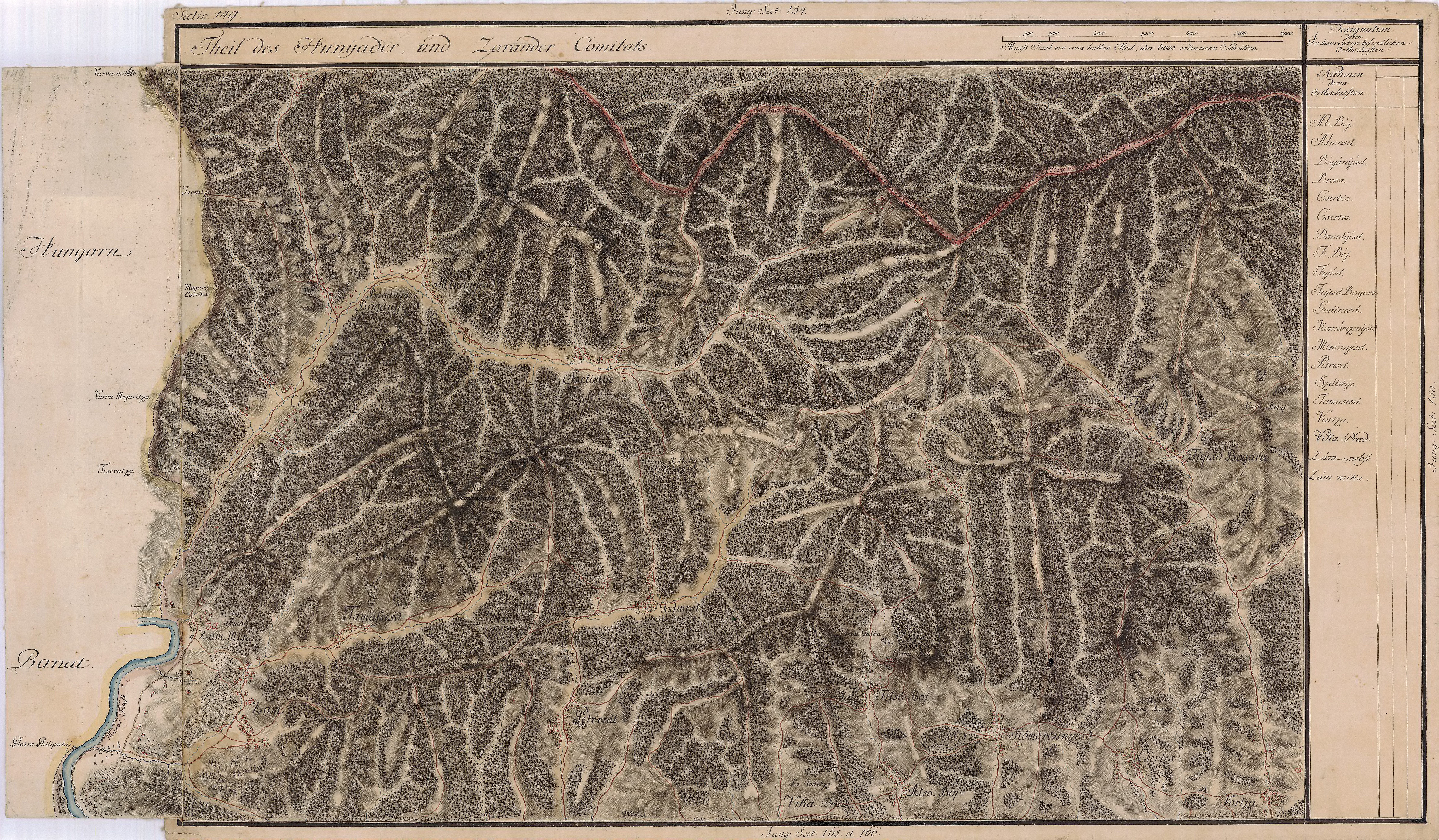
Tămășești în Harta Iosefină a Transilvaniei, 1769-1773

Tămășești este un sat în comuna Zam din județul Hunedoara, Transilvania, România.